# Trunch
Trunch è un paese di 805 abitanti della contea del Norfolk, in Inghilterra.